# Achmat Dangor
Achmat Dangor (Johannesburgo, 2 de octubre de 1948-Ib., 6 de septiembre de 2020) fue un escritor y poeta sudafricano. Entre sus obras más importantes se encuentran las novelas Kafka's Curse (1997) y Bitter Fruit (2001), pero también fue autor de tres colecciones de poesía, una novela y una colección de cuentos. 
Fue uno de los miembros fundadores del Congreso de Escritores Sudafricanos y dirigió varias organizaciones no gubernamentales en Sudáfrica, incluido el Fondo para Niños Nelson Mandela, la Fundación Nelson Mandela y fue el representante de África del Sur para la Fundación Ford. En 2015 recibió un Lifetime Achievement Award de los South African Literary Awards (SALA). Vivió en Johannesburgo, Sudáfrica, con su esposa Audrey y su hijo pequeño Zachary, y dedicó su tiempo a escribir.

## Biografía
Nació en 1948 en Newclare, Johannesburgo, fue el segundo de nueve hermanos. Su padre, Ebrahim Dangor, fue hijo de un indio y una mujer afrikáner, mientras que su madre era descendiente de malayos. En estos primeros años del apartheid, Newclare era un suburbio cosmopolita, habitado por personas de diversas razas. Cuando los negros fueron apartados de los suburbios de acuerdo con la ley de áreas grupales, la pérdida de sus amigos le hizo ser consciente del problema racial. Cuando era niño, vivió con su abuela en Fordsburg durante un periodo largo de tiempo. Aunque su lengua materna era el afrikáans, asistió a escuelas de inglés y también a la madrasa (escuela islámica) todos los días. Finalizados los estudios pasó un tiempo en Ciudad del Cabo, Puerto Elizabeth, Grahamstown, Kimberley, Victoria West y un lugar llamado Buurmansdrift cerca de Mafikeng. Se casó con Beverly a una edad temprana y tuevieron dos hijos (Zain y Justine), pero el matrimonio se disuelve más tarde. Trabajó en la firma de cosméticos Revlon, donde comenzó como obrero y luego ascendió a gerente sénior a cargo de compras, planificación de fabricación y transporte. Desde muy joven fue políticamente activo y como miembro del ala juvenil militante del Partido Laborista y del grupo de escritores Black Thoughts, fue vetado por el anterior gobierno sudafricano entre 1973 a 1978. Durante este período vivió en Riverlea en Johannesburgo. Ante la imposibilidad de mantener contacto con otras personas, pasó el tiempo escribiendo.
Estudió literatura en la Universidad de Rhodes. En la década de 1980, fue uno de los miembros fundadores del Congreso de Escritores Sudafricanos y fue elegido vicepresidente de esta organización en 1991. Desde 1986 estuvo a petición de Desmond, involucrado en el Kagiso Trust, que en ese momento era la agencia de desarrollo más grande bajo el control de los negros. En 1991 fue profesor invitado de literatura sudafricana en la Universidad de la Ciudad de Nueva York (campus de Haarlem). En 1993 regresó a Sudáfrica y fue nombrado jefe de la secretaría del Foro de la Sequía, que fue establecida por los movimientos de libertad, iglesias y organizaciones comunitarias, disueltos para brindar socorro a los afectados por las severas sequías de esa época. Después de esto, aceptó un puesto de director en Independent Development Trust, una organización que en 1994 estaba enfocada en el desarrollo rural, y luego fue nombrado director de operaciones del Fondo para Niños Nelson Mandela, cargo que ocupó hasta 2001. Este año se mudó a Nueva York, donde su segunda esposa, la escocesa Audrey, trabajaba de forma temporal para las Naciones Unidas. Fue nombrado director interino del Programa Mundial del Sida y en 2004 aceptó el cargo como Director de Comunicaciones en el Programa de las Naciones Unidas sobre el sida (ONUSIDA), para lo cual se transladó a Ginebra, Suiza. A su regreso de nuevo a Sudáfrica en enero de 2007, fue el director ejecutivo de la Fundación Nelson Mandela.
Falleció el 6 de septiembre de 2020.

## Premios
- Premio BBC de poesía africana (1992).
- Premio Herman Charles Bosman por La maldición de Kafka (1998).
- Bitter Fruit fue preseleccionada para el Premio Booker (2004).

## Obras notables
- Esperando a Leila (1981)
- Voces desde dentro (1982)
- Excavadora (1983)
- Majiet (1986)
- La trilogía de Z Town (1990)
- Voces privadas (1992)
- La maldición de Kafka (1997)
- Fruta amarga (2003)
- Peregrinaciones extrañas (2013)
- Dikeledi: Niño de lágrimas, no más (2017)